# Joel Salatin
Joel F. Salatin (ur. 24 lutego 1957) – amerykański rolnik, wykładowca i autor książek takich jak „You Can Farm”, „Folks, This Ain’t Normal” czy „Pastured Poultry Profit”.
Salatin hoduje bydło na farmie Polyface Farm w Swoope w stanie Virginia w Shenandoah Valley. Mięso z jego farmy sprzedawane jest bezpośrednio do konsumentów i restauracji.

## Biografia

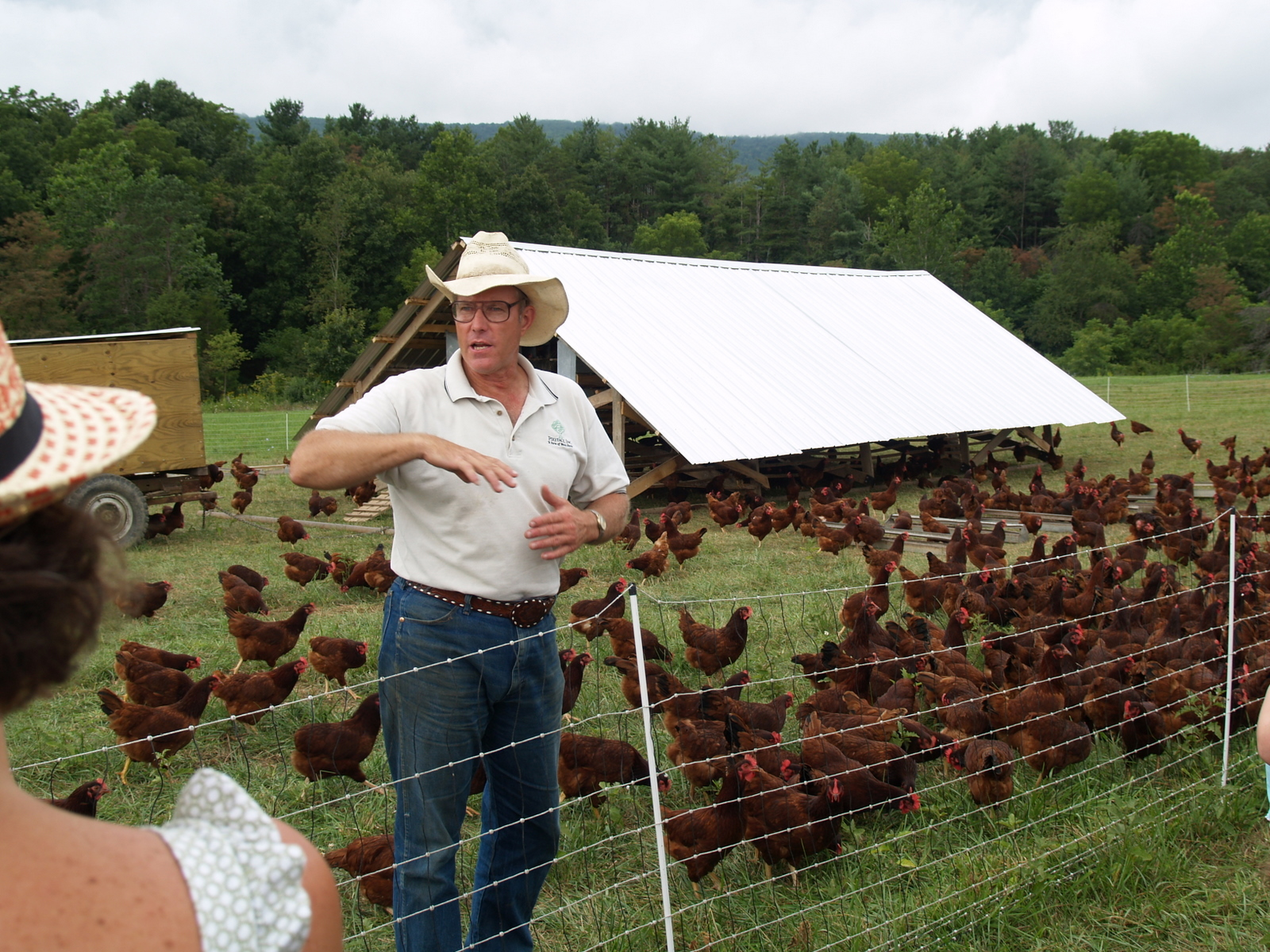
Salatin ze stadem kur w pobliżu przenośnej kojca, otoczony elektryczną siatką odstraszającą drapieżniki

Swój pierwszy biznes Salatin rozpoczął już w liceum. Sprzedawał na targowisku króliki, jajka, masło i kurczaki pochodzące z jego rodzinnej farmy.
Studiował w Bob Jones University w Greenville, dyplom otrzymał w 1979 roku.
W 1980 roku poślubił swoją miłość z lat młodzieńczych oraz rozpoczął pracę w gazecie The News Leader, gdzie publikował nekrologi i raporty policyjne. Był także redaktorem w miesięczniku rolniczym „Stockman Grass Farmer”, gdzie promował pastwiskowy wypas zwierząt gospodarskich oraz prowadził, we współpracy z magazynem, dwudniowe kursy z przedsiębiorczości dla gospodarstw rolnych. Znużony realiami pracy w gazecie postanowił spróbować swoich sił jako pełnoetatowy farmer.
Dziadek Salatina był zapalonym ogrodnikiem i pszczelarzem, ojciec księgowym, a matka nauczycielką wychowania fizycznego w liceum. Rodzice Salatina kupili w 1961 ziemię, która stała się farmą „Polyface”, po tym, jak utracili ziemię w Wenezueli z powodu zawirowań politycznych. Zajmowali się organiczną hodowlą bydła, jednak nie byli w stanie utrzymać się wyłącznie z działalności rolnej.
Salatin krytykuje zaostrzające się regulacje dotyczące rolnictwa i twierdzi, że rząd Stanów Zjednoczonych utrudnia utrzymanie się niedużych gospodarstw wyłącznie z pracy na roli. Sam określa się jako „Christian libertarian environemtalist capitalist lunatic farmer” (chrześcijański, libertariański, środowiskowy, kapitalistyczny, szalony farmer), produkujący żywność „beyond organic” (ponad-organiczną). Żywność ta wytwarzana jest w systemie, jak sam mówi, odpowiedzialnego społecznie, ekologicznie korzystnego, zrównoważonego rolnictwa.

### Polyface Farm
Farma Salatina ma powierzchnię 220 hektarów. Główną zasadą przyświecającą działalności na farmie, jest idea posiadania zdrowego pastwiska, na którym zwierzęta mogą się rozwijać w symbiozie z naturą. Bydło jest przemieszczane codziennie na nową część pastwiska, a za nim podąża stado kur. Zwierzęta mają codziennie dostęp do świeżej trawy, a jednocześnie ją nawożą.
Farma jest przedstawiona w publikacjach takich jak książka Michaela Pollana „The Omnivores Dillema” czy filmy dokumentalne „Korporacyjna żywność” (2008) ang. „Food, Inc” czy „Fresh” (2009).